# Palacio Ariztía (Santiago de Chile)

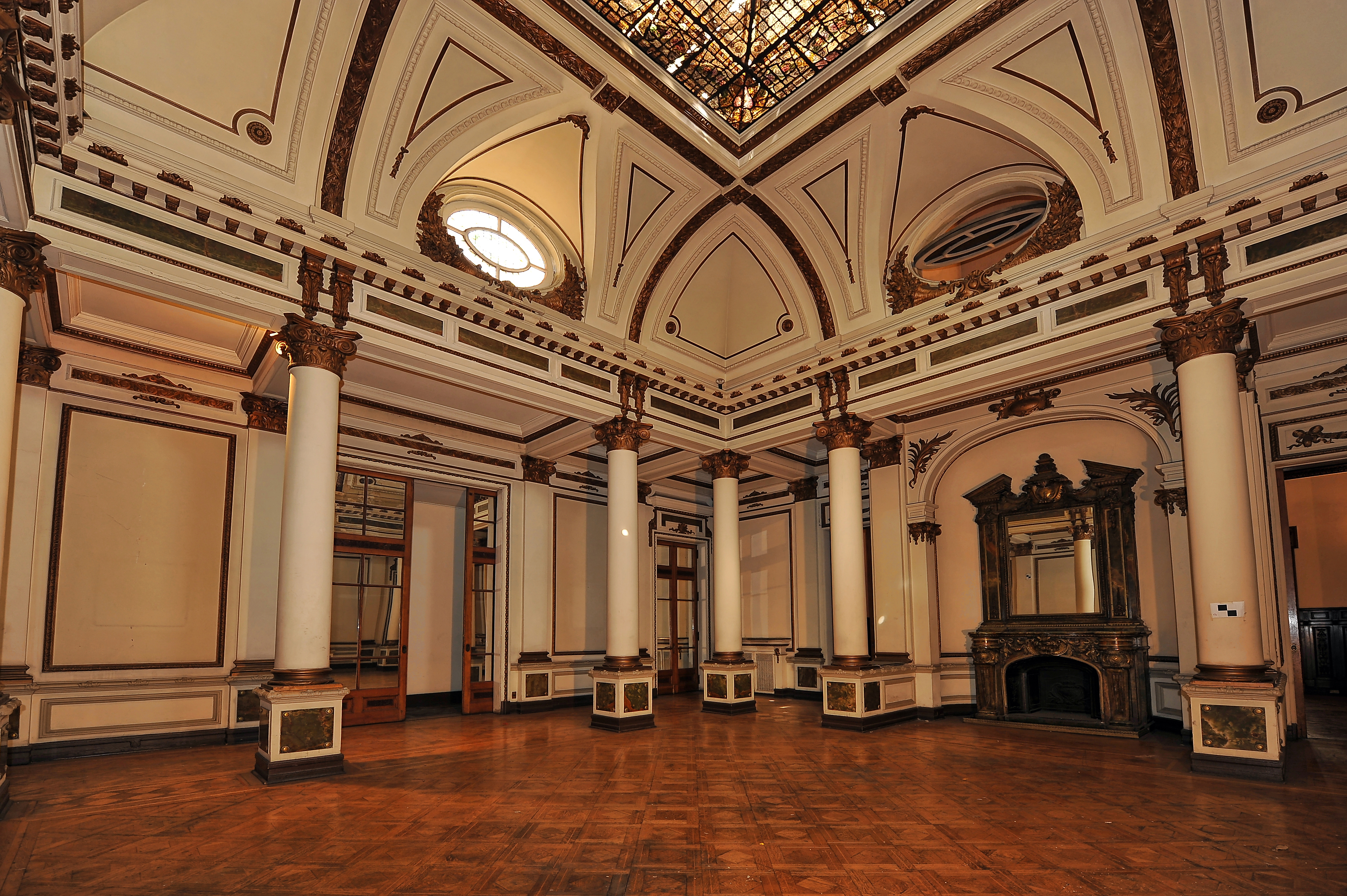
Interior del palacio.

El Palacio Ariztía es un edificio histórico de la ciudad de Santiago de Chile, fue sede de la Cámara de Diputados en Santiago, hasta que en 2006, sus dependencias y la del Senado retornaron al Edificio del ex Congreso Nacional de Chile.

## Estructura
Está ubicado en la alameda Bernardo O'Higgins 1642, de estilo neoclásico francés ubicado en el barrio Dieciocho. El arquitecto fue Alberto Cruz Montt, que lo diseñó en 1917 para que fuera hogar del empresario y parlamentario Rafael Ariztía. Presenta además un trabajo notable en rejerías artísticas y herrajes ornamentales, de la fábrica "Mina Hnos. Ltda.", responsable de estos elementos en edificios emblemáticos de Santiago como el Casa matriz del Banco de Chile, Club de la Unión y Banco Central.[cita requerida]

## Historia
El propietario original del inmueble solo vivió doce años y su viuda, Teresa Brown, lo vendió a Armando Manni Fernández, quien no pudo pagarlo luego de la gran depresión y lo tuvo que devolver a su dueña, el próximo comprador fue Gustavo Ross Santa María, nueve años después éste lo vendió al Club Militar, quien posteriormente lo traspasó en 1993 a la Cámara de Diputados.[cita requerida]
Fue destinado como sede definitiva del Tribunal Constitucional de Chile (TC), para lo cual iba a ser restaurado. No obstante, sigue a la espera de restauración, mientras que al TC le fue asignado (desde agosto de 2016) como sede definitiva el edificio de la ex Caja de Crédito Hipotecario, en calle Huérfanos 1234.
En enero de 2017, el inmueble fue entregado a la Universidad Tecnológica Metropolitana bajo la modalidad de una concesión tras un proyecto aprobado por la presidenta Michelle Bachelet, el cual consiste en la restauración del mismo e incluye un centro de extensión y vinculación con el medio.[cita requerida]